# 卵叶轮草
卵叶轮草（学名：Galium platygalium）为茜草科拉拉藤属下的一个种。

## 扩展阅读
- 維基物種上的相關：卵叶轮草